# Общий курс
«Общий курс» (дат. Fælles Kurs) — левопопулистская политическая партия в Дании, основанная в 1986 году лидером профсоюза моряков Пребеном Мёллером Хансеном и располагавшая 4 депутатскими местами в Фолькетинге (датском парламенте) с 1987 по 1988 год.

Датский парламент по итогам выборов 1987 г.: у «Общего курса» 4 места.

Датский парламент по итогам выборов 1988 г.: «Общий курс» лишился мандатов

## История
«Общий курс» был официально учреждён 19 апреля 1986 года, но он был создан на базе нескольких фракций Коммунистической партии Дании, планировавших создание новой партии еще в 1979 году. В избирательном бюллетене партии была присвоена буква «P». Лидером партии стал лидер Датского профсоюза моряков Пребен Мёллер Хансен (впоследствии также известный как кулинар и автор), исключённый из Коммунистической партии Дании в 1979 году. Он получил широкую узнаваемость благодаря своей откровенной манере самовыражения, частому использованию нецензурных слов, широким обобщениям и антиэлитарным заявлениям. 
Сама партия объединила как коммунистов, так и левых социалистов и других, объединённых в непримиримой борьбе против членства Дании в Европейских сообществах. Она активно выступала в поддержку коммунистических режимов в Советском Союзе, на Кубе и в Северной Корее, а также полковника Муаммара Каддафи в Ливии и была коллективным членом организаций, поддерживающих эти страны. Она также отличалась от прочих партий левого толка более консервативными установками, особенно в сфере иммиграционной политики. 
На всеобщих выборах 8 сентября 1987 года «Общий курс» смог воспользоваться разобщённостью остальных радикальных левых (Левые социалисты потеряли своё парламентское представительство, и как старые партии вроде коммунистов и троцкистов из Социалистической рабочей партии, так и новички вроде Зелёной и Гуманистической партий потерпели неудачу) и с 2,16% голосов преодолеть 2%-ный избирательный барьер, таким образом проведя в Фолькетинг 4 депутатов.
Однако на следующих парламентских выборах в мае 1988 года партии с 1,9% голосов не хватило 0,1% до преодоления электорального порога. В попытке вернуть себе представительство в парламенте на выборах 1990 года, «Общий курс» вступил в тактическое сотрудничество со скандальным правопопулистско-либертарианским политиком Могенсом Глиструпом и его новой Партией благоденствия, созданной в результате временного раскола в Партии прогресса. В результате чего многие члены «Общего курса» покинули партию, возмущённые сближением с идеологическими антагонистами, к тому же оказавшимся провальным — они вновь не набрали достаточного количества голосов, чтобы попасть в Фолькетинг, хотя и несколько опередили новую Красно-зелёную коалицию Левых социалистов, КПД и СРП.
Впрочем, до выборов 2001 года партия была представлена (в том числе и своим бывшим лидером Пребеном Мёллером Хансеном) в Городском совете Копенгагена. Тем не менее, после муниципальных и всеобщих выборов в ноябре 2001 года — и ряда предыдущих парламентских выборов, в которых «Общий курс» не участвовал, партия решила самораспуститься. Членам было рекомендовано вступить в Коммунистическую партию Дании (которая с 1991 года входила в ю уже как единую политическую силу). Возглавлявшая партию на момент роспуска Гитте Томсен позже стала заместительницей председателя КПД. В ноябре 2005 года она баллотировалась от Красно-зелёной коалиции на выборах в местный совет Ольборга и региона Северная Ютландия.
Лин Барфод, бывшая депутатом парламента от Красно-зелёной коалиции ранее была председательницей молодёжного крыла «Общего курса» в 1984–1985 годах, на этапе фактического формирования партии и до его юридического оформления.